# شاواوخون
شاواوخون (به انگلیسی: Llanfairfechan) یک شهرک در ولز است که در شهرستان مستقل کانوی واقع شده‌است. شاواوخون ۳٬۶۳۷ نفر جمعیت دارد.